# Municipio de Donegal (condado de Westmoreland)
El municipio de Donegal (en inglés: Donegal Township) es un municipio ubicado en el condado de Westmoreland en el estado estadounidense de Pensilvania. En el año 2000 tenía una población de 2,442 habitantes y una densidad poblacional de 19 personas por km².

## Geografía
El municipio de Donegal se encuentra ubicado en las coordenadas 40°05′00″N 79°18′59″O / 40.08333, -79.31639.

## Demografía
Según la Oficina del Censo en 2000 los ingresos medios por hogar en la localidad eran de $29,741 y los ingresos medios por familia eran $33,750. Los hombres tenían unos ingresos medios de $29,196 frente a los $25,529 para las mujeres. La renta per cápita para la localidad era de $14,764. Alrededor del 12,1% de la población estaban por debajo del umbral de pobreza.